# Kisenso
Kisenso  est une commune du sud de la ville de Kinshasa en république démocratique du Congo. Elle est l'un des nouveaux lieux de peuplement, situé dans la zone des collines au sud de Lemba et Matete. Elle est délimitée à l’ouest par la rivière Matete, à l’est par la rivière Ndjili et au sud par la rivière Kwambila et Mont ngafula.

En 1968, Kisenso abandonne son statut de zone annexe, et est élevé au rang de commune. Kisenso fait partie du district du Mont Amba, et s’étend sur 16,6 km². On y accède à pied, à partir de Lemba par les quartiers de la cité Salongo, Livulu et Mbanza-Lemba, et à partir de Matete par les quartiers Vitamines, Batende et Kunda.
Kisenso abrite dans sa partie nord-est l’Hôtel Pandomay. Les paroisses Bon Pasteur (1968) et Saint-Thomas (1970) abritent certaines activités culturelles de la commune. Pour les amateurs des randonnées pédestres, parcourir Kisenso à pied peut procurer des meilleures sensations.
Bien que la commune soit dotée de trois marchés, les habitants de Kisenso s’approvisionnent au très célèbre marché de Matete.
Historique:
Kisenso est le nom d’un ancien village humbu situé sur une colline qui surplombe la commune de Matete et la cité de Lemba, et au bas de laquelle coulent la rivière Matete et trois autres petites rivières de la valée de la Ndjili.
Habitat et particularités
Le village Kisenso s’établit et se fait connaître au début des années 40 grâce à une société d’exploitation de bois d’un sujet Portugais. Le bois produit permettait la fabrication des casiers en bois pour le compte d’une brasserie de Léopoldville. En 1958, au moment où Matete et Ndjili deviennent des communes de Léopoldville, Kisenso est encore un village humbu du territoire suburbain situé à la périphérie de la ville.
Dès 1960 et progressivement Kisenso subit des pressions d’occupation par des flux en provenance de Matete, au nord, et des travailleurs de l’Université Lovanium qui l’envahissent à partir du sud-ouest. Ce qui va entrainer une occupation anarchique des terres. La commune est de type rural, une cité-village totalement enclavée. Sans voirie et sans équipements viables, Kisenso est privée d’activités artisanales et commerciales vitales à la vie urbaine.

## Administration
Kisenso est divisée en 17 quartiers :
- 17 mai
- Amba
- Bikanga
- Dingi-Dingi
- Kabila
- Kisenso-Gare
- Kitomesa
- Kumbu
- Libération
- Mbuku
- Mission
- Mujinga
- Ngomba
- Nsola
- Quartier de la Paix
- Regideso
- Révolution

## Localisation sur les quartiers et les avenues
| \| Les 4 districts et les 24 communes de Kinshasa \| \| v · d · m \| |                    |           |
| District de la Lukunga District de la Funa District du Mont-Amba District de la Tshangu Brazzaville Fleuve Congo Pool Malebo M’Bamou Baie de Ngaliema Gombe Barumbu Kin. Ling. K.-V. Ng.-Ng. Kal. Banda- lungwa Kintambo Ngaliema Selembao Bumbu Makala Ngaba Lemba Limete Matete Kisenso Masina Ndjili Kimbanseke Nsele Mont-Ngafula Nsele Maluku |                    |           |
| abréviations : Kinshasa (Kin.), Kasa-Vubu (K.-V.), Lingwala (Ling.), Ngiri-Ngiri (Ng.-Ng.) |                    |           |
| Les 4 districts et les 24 communes de Kinshasa | Blason de Kinshasa | v · d · m |

## Galerie

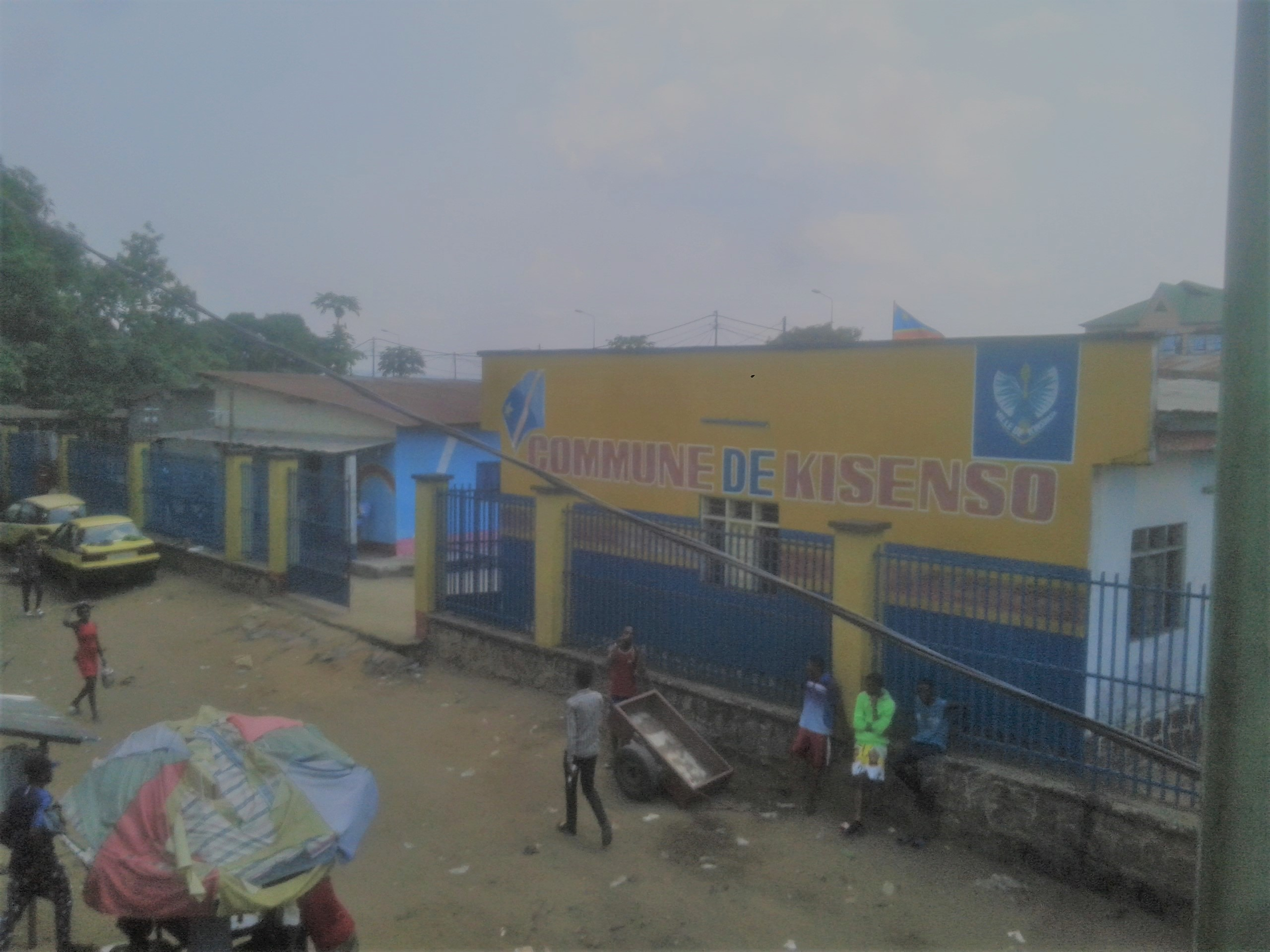
La Maison Communale de Kisenso